# La Terreur des Kirghiz
Pour plus de détails, voir Fiche technique et Distribution.
La Terreur des Kirghiz (titre original : Ursus, il terrore dei kirghisi) est un film italien d'Antonio Margheriti et de Ruggero Deodato sorti en 1964.

## Synopsis
Alors que les Circassi et les Kirghiz se livrent une guerre sans merci depuis longtemps, Amiko, princesse héritière des Circassi, tombe secrètement amoureuse d'Ursus, roi des Kirghiz. De ce fait, le couple se fréquente en cachette. Mais Amiko révèle sa liaison à Ilo, frère d'Ursus, qui est un homme malfaisant...

## Fiche technique
- Titre original : Ursus, il terrore dei kirghisi
- Titre français : La Terreur des Kirghiz
- Réalisation : Antonio Margheriti (sous le nom d'Anthony Dawson) et Ruggero Deodato (non crédité)
- Scénario : Marcello Sartarelli
- Directeur de la photographie : Gábor Pogány
- Montage : Otello Colangeli
- Musique : Franco Trinacria
- Décors : Dick Domenici
- Production : Adelpho Ambrosiano
- Genre : Péplum
- Pays :  Italie
- Durée : 100 minutes (1 h 40)
- Date de sortie :
  -  Italie : 31 juillet 1964
  -  France : 21 avril 1965

## Distribution
- Reg Park (VF : Marcel Bozzuffi) : Ursus (Turso en VF)
- Mireille Granelli (VF : Michèle Montel) : Amiko
- Ettore Manni (VF : Gabriel Cattand) : Ilo
- Furio Meniconi (VF : Jean Martinelli) : le prince Zereteli
- Maria Teresa Orsini : Kato
- Lilly Mantovani : Slave
- Serafino Fuscagni : Miko
- Giulio Maculani (VF : Jacques Beauchey) : Varos
- Claudio Scarchilli (VF : Jacques Thébault) : Lava (Navar en VF)
- Piero Pastore (VF : Jean Brunel) : Amko (Amok en VF)
- Claudio Ruffini (VF : Raymond Loyer) : Frido